# Dhammasattha
Dhammasattha ("tratado sobre la ley") es el nombre pali de un género de literatura que se encuentra en los reinos indianizados del sudeste asiático continental occidental (Laos, Birmania, Camboya, Tailandia y Yunnan) escrito principalmente en pali, birmano, mon o los idiomas tai o en una traducción bilingüe nissaya o pali literal (en birmano: နိဿယ). Birmano ဓမ္မသတ် a menudo se translitera como "dhammathat" y los términos Tai y Mon normalmente se romanizan como "thammasāt" o "dhammasāt" (en tailandés: ธรรมศาสตร์).

## Historia
El palabra dhammathat se menciona por primera vez en una inscripción birmana del siglo XIII en Bagan del siglo XIII, aunque es probable que los textos dhammasattha hayan sido transmitidos allí anteriormente. Algunos dhammasatthas afirman haber sido compilados durante el primer milenio. Hay nueve dhammathats birmanos principales, a saber, los dhammathats de Manu y Dhammavisala del Reino de Pagan, el Wareru Dhammathat (1270), Pasedha (1468), Dhammathat Kyaw (1581) y Pyanchi Dhammathats (1614) de la dinastía Taungoo, y Myingun Dhammathat (1650) de la dinastía Konbaung. El primer dhammathat mencionado en las crónicas birmanas es el Duttabaung Dhammathat, durante la época del Reino de Sri Ksetra.

## Historia jurídica
Los dhammasatths influenciaron a varias sociedades del sudeste asiático antes de la era colonial en asuntos relacionadas con el matrimonio, el robo, el asalto, la esclavitud, las deudas, el reinado, la propiedad, la herencia y así como otros temas. En la actual Birmania, aunque predominan las leyes coloniales y poscoloniales, sigue siendo una práctica aceptable utilizar el "dhammathat" en los tribunales de justicia en ciertas áreas del derecho de familia y de sucesiones.